# Eddie Hamilton
Eddie Hamilton ist ein britischer Filmeditor.

## Leben
Hamilton ist seit Ende der 1990er Jahre als Editor im Filmgeschäft tätig. Sein Schaffen umfasst mehr als 40 Produktionen für Film und Fernsehen. Ein Regisseur, mit dem er mehrfach zusammenarbeitete, ist Matthew Vaughn. Ein Schwerpunkt seiner Arbeit liegt auf Actionfilmen, darunter die vier letzten Mission-Impossible-Filme Mission: Impossible – Rogue Nation (2015), Mission: Impossible – Fallout (2018), Mission: Impossible – Dead Reckoning Teil Eins (2023) und Mission: Impossible – The Final Reckoning (2025).
Er ist auch in der Lehre tätig und gab Kurse an der Londoner Film Academy, an der London Film School und der Metropolitan Film School.
Hamilton ist Mitglied der American Cinema Editors und gehört der British Academy of Film and Television Arts an.
2016 war er gemeinsam mit Jon Harris für die Arbeit an Kingsman: The Secret Service für den Saturn Award für den besten Schnitt nominiert. 2018 hat er für Mission: Impossible – Fallout den Online Film Critics Society Awards – Bester Schnitt gewonnen.

## Filmografie (Auswahl)
- 2002: Stürmische Liebe – Swept Away (Swep Away)
- 2004: Resident Evil: Apocalypse
- 2005: Shadows in the Sun
- 2006: D.O.A. – Dead or Alive (DOA: Dead or Alive)
- 2007: Long Way Down (Miniserie)
- 2007: Comet Impact – Killer aus dem All (Impact Earth, Fernsehfilm)
- 2010: Kick-Ass
- 2011: X-Men: Erste Entscheidung (X-Men: First Class)
- 2013: Kick-Ass 2
- 2014: The Loft
- 2014: Kingsman: The Secret Service
- 2015: Mission: Impossible – Rogue Nation
- 2017: Kingsman: The Golden Circle
- 2018: Mission: Impossible – Fallout
- 2022: Top Gun: Maverick
- 2023: Mission: Impossible – Dead Reckoning Teil Eins (Mission: Impossible – Dead Reckoning Part One)
- 2025: Mission: Impossible – The Final Reckoning